# Ingrid De Jonghe
Ingrid barones De Jonghe (Lier, 11 september 1955) is een Belgisch pedagoge, criminologe, gedragstherapeute en schrijfster.

## Biografie
De Jonghe studeerde rechten en criminologie. Als studente bood ze ondersteuning aan gemarginaliseerde personen. Als advocate specialiseerde ze in jeugd- en gezinsrecht. In 1986 een permanentie voor jeugdadvocaten aan de Antwerpse balie. Na 15 jaar rechtspraktijk ging ze terug naar de universiteit om pedagogie en psychologie te studeren en begon in 1996 als gedrags- en systeemtherapeute. In 2009 richt ze TEJO op, een organisatie die met vrijwilligers kortdurende psychologische hulp biedt aan jongeren.
De Jonghe doceert jeugd- en strafrecht en ethiek aan de Artesis Plantijn Hogeschool Antwerpen.
In 2018 werd ze voorgedragen voor de adellijke titel van barones. In 2020 kreeg ze ook een Ereteken van de Vlaamse Gemeenschap.

## Publicaties
- Jeugd- en strafrecht. Kritische zoektocht doorheen federale en decretale wetgeving (2009)
- Toveren met jongeren in woelige tijden (2013)